# معركة رافينا

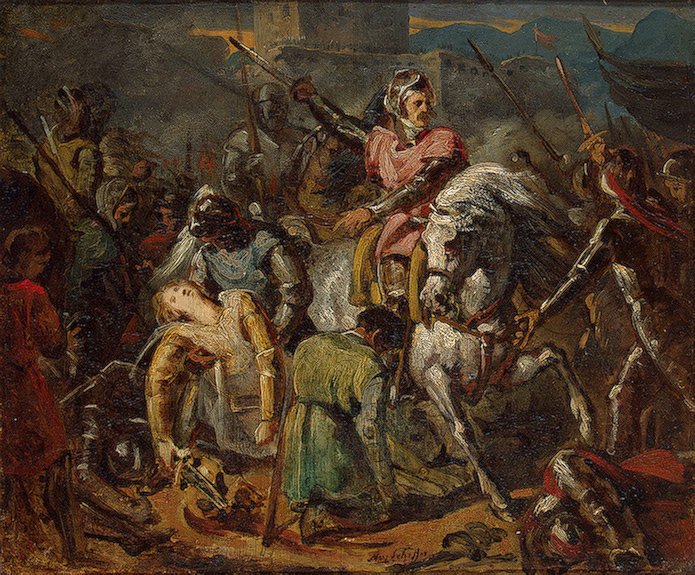
مقتل غاستون دو فوا بمعركة رافينا

وقعت معركة رافينا في الحادي عشر من أبريل سنة 1512 خلال حروب النهضة من أجل الهيمنة على إيطاليا، على ضفة نهر رونكو قرب التقاءه مع نهر مونتوني باتجاه فورلي، حيث لا يزال يوجد نصب حجري يشير للواقعة بين الفرنسيين وقوات الرابطة المقدسة بقيادة رامون دي كاردونا.
شارك في المعركة أشهر الكوندوتييريين وقادة المرتزقة آنذاك، ومن بينهم رومانيلو دا فورلي المعروف جداً في حينها لكونه أحد الفائزين بتحدي بارليتا. تلقى الفرنسيون بقيادة غاستون دو فوا نمور مساعدة حاسمة من المدفعية الإستية التي كانت في عهد الدوق ألفونسو الأول إحدى أكثرها كفاءة في أوروبا.

يـُحكى أنه بينما كان دوق فيرارا يدير مدافعه أخبره بعض أتباعه بأنهم في تلك الآونة كانوا يضربون دون تمييز سواءً الإسبان أعدائهم أو الفرنسيين حلفاءهم، رد ألفونسو الأول ديستي قائلاً :
« اضربوا ولا تخشوا الخطأ فكلاهما عدوانا »
و ترمز تلك العبارة إلى تزايد الشك الحائم بأوروبا في بداية القرن السادس عشر. كان الإستيون أنفسهم قد تمكنوا بالدلوماسية من منع الفرنسيين من نهب رافينا.
رغم النصر تعرض الفرنسيون لخسائر فادحة، واضطروا للانسحاب من لومبارديا لاقتراب جيشٍ سويسري معادٍ، تاركين دوق فيرارا في وضع بالغ الصعوبة. المعركة شهيرة لمقتل غاستون دو فوا الذي مات بغباء لمطاردته سلاح الفرسان العدو المهزوم فعلاً. ورغم النهاية الطائشة يتفق المؤرخون على اعتباره من أعظم الجنود في التاريخ.